# アレクシオス2世コムネノス
アレクシオス2世コムネノス（ギリシア語：Αλέχιος Β’ Κομνηνός （Aleksios II Komnēnos）、1169年9月10日 - 1183年10月）は、東ローマ帝国コムネノス王朝の第4代皇帝（在位：1180年 - 1183年）。同王朝第3代皇帝マヌエル1世コムネノスと2番目の皇后マリアの子。

## 生涯
長く皇子に恵まれなかった父マヌエルにとってアレクシオスは待望の男子であった。ギリシア人の伝統によれば、本来なら長男には祖父であるヨハネス2世の名をとって「ヨハネス」とされるはずだったが、占星術に凝っていたマヌエル1世の「アレクシオス1世の帝位は誰が継ぐのか？」という問に「"ΑΙΜΑ"（血）の順で継ぐ」という託宣が出たため、 "Μ" （「マヌエル」の頭文字）の次の "Α" を取って「アレクシオス」と付けたと言われている。父マヌエルは、対神聖ローマ帝国同盟を狙って、フランス王ルイ7世の娘アンナ（アニェス）をアレクシオスの后とした。
1180年、父が死去したために後を継いで即位することとなったが、12歳という幼年であったため、政務は生母のマリアが摂政となって取り仕切ることとなった。ところが、マリアは亡夫・マヌエル1世の親ラテン政策を継承したが、この政策に対して不満を持つ国民層の支持を得たアンドロニコス1世コムネノス（マヌエル1世の従弟。マヌエルとは事あるごとに対立していた）によって反乱を起こされ、1182年に殺されてしまった。こうして帝国の実力者となったアンドロニコス1世は、翌1183年にはアレクシオス2世との共同皇帝にまで即位して、完全に帝国の実権を掌握してしまった。
こうしてアンドロニコス1世にとって邪魔者となったアレクシオス2世は、共同統治が始まってからわずか2ヵ月後に殺害された。このことから、託宣の最後の "Α" は、実は「アレクシオス（Αλέξιος）」ではなく「アンドロニコス（Ανδρόνικος）」であったのだと言われた。